# Bayer

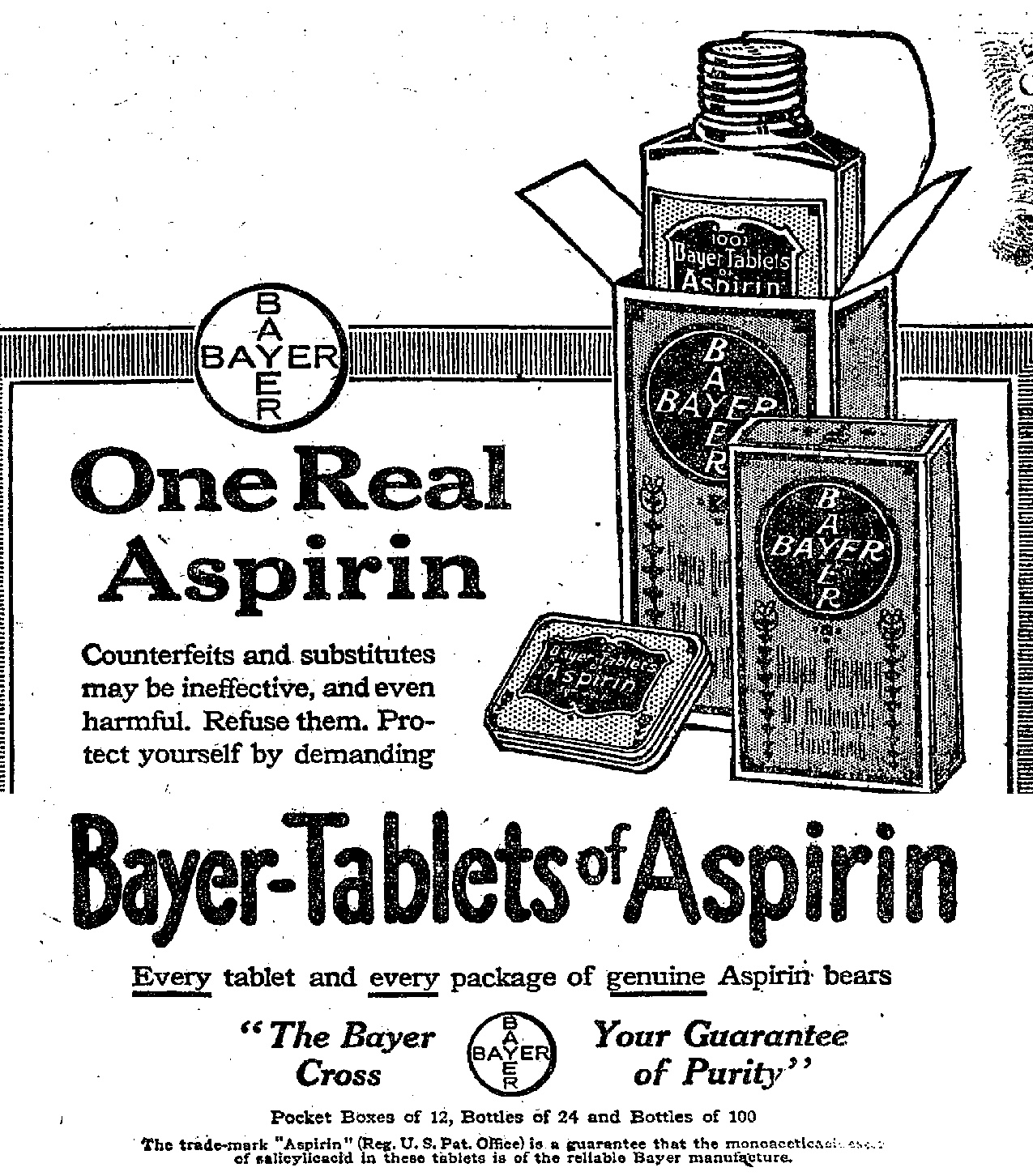

Ба́єр АГ (нім. Bayer AG) — німецьке акціонерне товариство, засноване 1863 року. Штаб-квартира розташована у Леверкузені.
Напрями діяльності: виробництво пластмас, ліків, засобів захисту рослин, фарб, лаків. Співробітниками компанії, серед іншого, були винайдені такі препарати як аспірин та героїн.

## Історія
Заснована в Бармені (зараз частина Вупперталя, Німеччина) у 1863 році Фрідріхом Байєром і його партнером, Іоганном Фрідріхом Вескоттом. Першим значним продуктом компанії була ацетилсаліцилова кислота (вперше відкрита французьким хіміком Шарлем — модифікація саліцилової кислоти або саліцилу, народних ліків, що їх витягували з кори верби. До 1899 року «Аспірин» був зареєстрованим товарним знаком, під яким Bayer продавала ацетилсаліцилову кислоту по всьому світу, але через конфіскацію Сполученими Штатами активів і торгових марок Bayer під час Першої світової війни і подальшого розповсюдження назви на всі марки речовини, «Аспірин» втратив статус товарного знака в США, Франції та Сполученому Королівстві. Зараз це назва широко використовується в США, Великій Британії та Франції для назви речовини, що випускається під будь-якими брендами. Проте, в інших країнах (їх понад 80), включаючи Канаду, Мексику, Німеччину і Швейцарію, «Аспірин» досі є зареєстрованою торговою маркою Bayer.
У 1904 логотипом компанії Bayer став знаменитий хрест. Оскільки цей аспірин поширювався тільки фармацевтами і лікарями, і компанія не могла використовувати власну упаковку, хрест друкувався на таблетках, щоб споживачі могли пов'язати назву компанії з аспірином. Активи компанії Bayer, включаючи права на назву компанії і торгові марки, були конфісковані як частина репарацій після Першої світової війни Сполученими Штатами, Канадою і деякими іншими країнами. У США і Канаді баєровскі активи і торгові марки перейшли до Sterling Drug, попередника Sterling Winthrop. Компанія Bayer потім стала частиною IG Farben, конгломерату німецьких компаній хімічної промисловості, який сформував фінансове ядро німецького нацистського режиму. IG Farben володів 42,5 % акцій компанії, яка виробляла сполуки, що використовувалося в газових камерах Аушвіца та інших таборів смерті. Протягом Другої світової війни компанія активно використовувала рабську працю ув'язнених великих трудових таборів, особливо філій концтабору Маутхаузен. Коли союзники розділили IG Farben після Другої світової війни за участь в організованих військових злочинах нацистів, Bayer відродилася як незалежна підприємство. Директор Bayer Фріц тер Меєр, засуджений до семи років в'язниці Нюрнберзьким трибуналом, став главою наглядової ради Bayer у 1956 після свого виходу на свободу.
У 1978 викупила Miles Laboratories та її підконтрольні компанії Miles Canada і Cutter Laboratories (поряд з лінійкою продуктів, що включала «Алкозельцер», «флінстонівські жувальні вітаміни», вітаміни «One-a-Day» і репелент проти комах «Cutter»). У 1994 році Bayer AG купила дилерську мережу Sterling Winthrop у компанії SmithKline Beecham і злила її з Miles Laboratories, повернувши собі права на назву «Bayer» і свій логотип на території США і Канади, а також знову заволоділа торговою маркою «Аспірин» в Канаді.
2 листопада 2010 підписала угоду про купівлю розташованої в Окленді ветеринарної компанії Bomac Group. Фінансова інформація не була опублікована через зобов'язання про нерозголошення.
У червні 2018 завершує операцію з придбання 100 % акцій лідируючої в галузі біотехнології рослин (ГМО) компанії Monsanto. Вартість найбільшого в історії агропромислової галузі злиття склала $63,5 млрд.
Під час повномасштабного вторгнення військ РФ до України 2022 року компанія відмовилась зупиняти роботу на російському ринку та приєднатись до бойкоту фашистського режиму. Міністр МЗС України Дмитро Кулеба закликав світ бойкотувати компанію.

### Логотип
Логотип компанії — баєровский хрест — був введений у 1904 році. Він складається з горизонтального слова «BAYER», перехрещенного з вертикальним словом «BAYER», так що обидва слова мають спільну «Y». Світна версія логотипу осяває обрис неба Леверкузена, де знаходиться штаб-квартира Bayer. З моменту встановлення у 1958 році цей хрест — найбільша реклама в світі, що світиться.

## Діяльність
Концерн «Баєр» представляє понад 350 компаній у всіх країнах світу. Чисельність персоналу — 106,2 тис. співробітників. Обіг Групи « Баєр» у 2008 — €32,9 млрд, чистий прибуток — €1,7 млрд, операційний прибуток — €3,5 млрд. Щоб розділити операційне та стратегічне управління, Bayer AG у 2003 році була перетворена в холдингову компанію. Підрозділи, що становлять ядро групи, були трансформовані в товариства з обмеженою відповідальністю, контрольовані Bayer AG. Вони включають:
- Bayer CropScience AG (оборот у 2008 р. — €6 382 млн (зростання 9,5 %, €5 826 млн у 2007 р.);
- Bayer HealthCare AG (оборот у 2008 р. — €15 407 млн; зростання 4,1 %, €14 807 млн у 2007 р.);
- Bayer MaterialScience AG (оборот у 2008 р. — €9 738 млн; зниження на 6,7 %, €10 435 млн у 2007 р.);
- Bayer Chemicals AG.

Існує також три сервісних компанії: Bayer Technology Services GmbH, Bayer Business Services GmbH і Bayer Industry Services GmbH & Co. OHG.
Після реорганізації хімічні виробництва компанії (винятком стали HCStark і Wolff Walsrode) були об'єднані з деякими підрозділами полімерного сегмента і 1 липня 2004 р. утворили нову компанію Lanxess. Lanxess була занесена до списку Франкфуртської біржі на початку 2005 року. Відділення діагностики Bayer HealthCare AG було придбано Siemens Medical Solutions у січні 2007 року.
З 2017 року виступає в якості срібного партнеру щорічної аграрної конференції «Ефективне Управління Агрокомпаніями» (LFM) [Архівовано 3 липня 2019 у Wayback Machine.]
З 2019 року Bayer AG виступає в якості золотого партнеру освітньої програми «Агрокебети [Архівовано 3 липня 2019 у Wayback Machine.]»

### Розташування
- Німеччина — штаб-квартира холдингової компанії, а також підконтрольних CropScience, MaterialScience, HealthCare;
- Бельгія — виробничі підприємства Makrolon і поліуретанове виробництво (Антверпен);
- Канада — штаб-квартира в Торонто та офіси в Монреалі і Калгарі;
- Франція — європейська штаб-квартира CropScience (Ліон);
- Італія — п'ять виробничих підприємств;
- Нідерланди — вісім заводів і дочірніх підприємств з 600 співробітниками в трьох різних секторах; відділення маркетингу і продажів, виробництва і досліджень;
- Філіппіни — виробництво Канестен, ауту і байгона;
- США — Bayer USA управляє штаб -квартирою, розташованої в передмісті Пітсбурга;
- Велика Британія — Ньюбері, Беркшир.

### Дочірні компанії
Bayer AG складається з трьох груп дочірніх компаній і трьох сервісних компаній. Ці фірми діють незалежно, під управлінням керуючої холдингової корпорації.

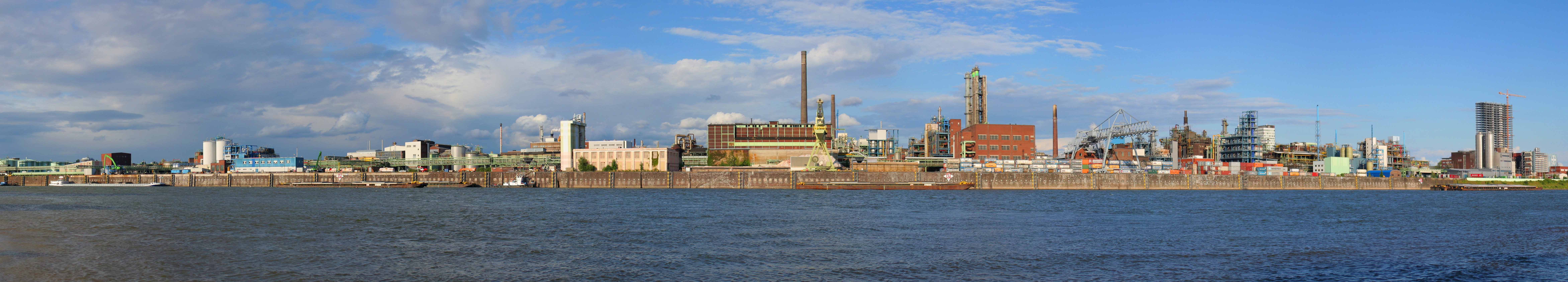
Завод Bayer Leverkusen

#### Bayer CropScience
Bayer CropScience виробляє засоби захисту сільськогосподарських рослин та контролю за несільськогосподарськими шкідниками. Вона також веде діяльність в галузі селекції рослин і виробництва насіння
У 2002 році Bayer AG придбала Aventis CropScience і злила її з власним агрохімічними підрозділом (Bayer Pflanzenshutz — «Захист рослин»). Освічена компанія — Bayer CropScience — тепер один з лідерів у сфері інноваційного сільського господарства, особливо у виробництві засобів захисту культурних рослин (наприклад, пестицидів), боротьби зі шкідниками та біотехнології рослин і насіння. На додаток до традиційного агрохімічного бізнесу, вона займається генетичною інженерією продуктів харчування. Бельгійська біотехнологічна компанія Plant Genetic Systems стала частиною Bayer CropScience в результаті придбання Aventis CropScience.
У 2002 році Bayer AG придбала нідерландську компанію Nunhems, що виробляє насіння.
У 2006 році Департамент сільського господарства США оголосив, що генетично модифікований рис LibertyLink, вироблений Bayer CropScience, потрапив в американські поставки рису. Незабаром після цього Європейський Союз заборонив імпорт американського довгозернового рису, і ціни на ф'ючерси різко впали. У квітні 2010 року суд присяжних округу Лоноку штату Арканзас присудив фермерам 48 мільйонів доларів. Це справа досі розглядається верховним судом Арканзасу. 1 липня 2011 р. Bayer CropScience підписала угоду, за якою зобов'язується виплатити по всьому світу до $750 млн. У пресрелізі корпорації Bayer було сказано: «Хоча компанія Bayer CropScience сподівається, що вона з відповідальністю звертається зі своїм генно-модифікованим рисом, компанія вважає важливим  подолати тяжбу, щоб сфокусувати свої зусилля на своїй головній меті — створенні інноваційних рішень для сучасного сільського господарства».

#### Bayer HealthCare
Bayer HealthCare — це дочірня група компаній Bayer, що займається фармацевтикою і виробництвом медичних продуктів. Вона задіяна в дослідженні, розробці і виробництві та розповсюдженні продуктів для поліпшення здоров'я людей і тварин. Bayer HealthCare включає чотири підрозділи: Bayer Schering Pharma, Bayer Consumer Care, Bayer Animal Health і Bayer Medical Care.
У березні 2008 р. Bayer HealthCare підписала договір про покупку портфеля безрецептурних препаратів і профільних активів американської компанії Sagmel. Бізнес Sagmel стане складовою частиною Bayer HealthCare в Росії, в Україні, в Казахстані та країнах Балтії, деяких країнах Кавказу та Центральної Азії.
Портфель препаратів Sagmel (обсяг продажів у 2007 р. — близько €80 млн) включає Theraflex (лікування остеоартрозу та інших захворювань кісток і суглобів), судинозвужувальний засіб Nazol, препарат для лікування геморою Relief, вітамінні марки Calcemin, Theravit, Jungle.
Придбання цих брендів дозволить Bayer збільшити свою значущість як гравця ринку безрецептурних препаратів у країнах СНД і позитивно відіб'ється на продажах власних препаратів Bayer.
У вересні 2008 Bayer HealthCare придбала німецьку біотехнологічну компанію DIREVO Biotech AG, що спеціалізується в області білкової інженерії, за €210 млн. Мета — посилити свої позиції в області розробки біопрепаратів.

## Bayer04 Леверкузен

Емблема FC Bayer 04 Leverkusen

У 1904 році компанія заснувала спортивний клуб TuS 04 (нім. Turn- und Spielverein der Farbenfabriken vorm. Friedr. Bayer & Co.), пізніше перейменований на SV Bayer 04 (Sportvereinigung Bayer 04 Leverkusen), який у 1984 отримав назву TSV Bayer 04 Leverkusen, або просто Bayer 04 Leverkusen. Клуб найбільше відомий своєю футбольною командою, але також бере участь в інших видах спорту, включаючи атлетику, фехтування, гандбол, волейбол, бокс і баскетбол. TVS Bayer 04 Leverkusen є одним з найбільших спортивних клубів Німеччини. Компанія підтримує і інші спортивні клуби: Dormagen (переважно гандбол), Вупперталь (переважно волейбол) і Крефельд — Урдінген (в основі якого — один з колишніх футбольних клубів Бундесліги, SC Bayer 05 Uerdingen, нині KFC Uerdingen 05).
Утім, за високих витрат компанія вирішила скоротити підтримку своїх найкращих клубів у більшості видів спорту. Спонсорські угоди з командами першого і другого дивізіону в баскетболі, волейболі та гандболі, так само як і у фехтуванні і атлетиці олімпійського рівня, передбачалося розірвати у 2008 або у 2010 році. Незважаючи на великі успіхи (як перемоги на національних німецьких чемпіонатах, так і численні олімпійські медалі), ці команди розглядаються як недостатньо ефективний маркетинговий інструмент, так як приносять занадто низькі прибутки у порівнянні з витратами. Тільки дуже телегенічна футбольна команда, чия маркетингова цінність дуже велика у зв'язку з телетрансляціями і популярністю самого виду спорту, буде надалі отримувати фінансову підтримку. Загальне спонсорство молодих спортсменів та спортсменів-інвалідів також продовжиться в майбутньому.

## Визнання і нагороди
У жовтні 2008 року канадський підрозділ Bayer було визнано корпорацією Mediacorp Canada Inc. одним зі «100 найкращих роботодавців Канади», про що було повідомлено в журналі новин «Маклін». Через місяць канадський підрозділ було визнано одним з найкращих роботодавців Торонто, про що повідомила газета «Торонто Стар». Баєр США привласнили 85 пунктів з 100 при розрахунку корпоративного індексу рівності, в рамках кампанії зі спостереження за правами людини у 2011 році.

## Позиція компанії після повномасштабного вторгнення Росії в Україну
У відповідь на повномасштабне вторгнення Росії в Україну, 16 березня 2022р. концерн «Байєр» припинив усі витратив Росії та Білорусі, що не пов’язані з постачанням базових продуктів у сферах охорони здоров’я та сільського господарства. Зокрема, «Байєр»:
•    зупинив проєкти з капітальних інвестицій на невизначений термін;
•    не розглядає будь-які нові бізнес-можливості;
•    призупинив всю рекламу та іншу промоційну діяльність.
Свою позицію компанія цитує так: "Наша позиція полягає в тому, що ця жорстока війна Російської Федерації проти України вже забрала багато життів. Концерн «Байєр» працює у сфері наук про життя і має етичні зобов’язання у кожній країні, в якій працює. Припинення постачання базових продуктів для здоров’я та сільського господарства для цивільного населення лише збільшило б поточні втрати людських життів внаслідок війни".
Однак, компанія продовжує робити внески у медичну та продовольчу безпеку України, допомагаючи забезпечити деякі потреби країни в цей складний час. Bayer відмовилась зупиняти роботу на російському ринку, але приєдналась до бойкоту рашистського режиму.